# Bernat Sarrieu
Bernat Sarrieu (1875-1935) fou un escriptor i un dels lingüistes més importants de l'àmbit gascó. Era també professor agregat de filosofia. Fou un dels membres fundadors i cap de l'Escolo deras Pirinéos. Influí notablement en l'escriptor aranès Josèp Condò Sambeat i l'incità a escriure en occità. Estudià el parlar de Banhèras de Luishon i en publicà un estudi a la Revue des Langues Romanes.

## Obres
-En occità:
- Era garlando (1903)
- Piréno : tragedió imitado des tragediéz elleniques (1903)
- Et perdut : pastorale luchonnaise (1910)
- Sént Mamèt, et gran martir (mistèri en 5 actes, 1914)
- Edj arroumaire : peçoto coumico en siés tablèus (1922)

-En francès:
- Une langue vivante méconnue : la langue d'oc (1909)
- Le docteur Cator, félibre gascon : Sa vie et son oeuvre (1924)
- "La graphie de la langue d'oc et la langue commune d'Occitanie" in La Revue Méridionale (1924)
- L'assimilation des étrangers en France et particulièrement dans le Midi (1924)
- Observations sur l'enseignement de la langue d'oc (1929)